# Neotomodon alstoni
Neotomodon alstoni (Merriam, 1898) è un roditore della famiglia dei Cricetidi, unica specie del genere Neotomodon (Merriam, 1898), endemico del Messico.

## Descrizione

### Dimensioni
Roditore di piccole dimensioni, con la lunghezza della testa e del corpo tra 100 e 130 mm, la lunghezza della coda tra 80 e 105 mm, la lunghezza del piede tra 23 e 27 mm, la lunghezza delle orecchie tra 19 e 23 mm e un peso fino a 60 g.

### Caratteristiche craniche e dentarie
Il cranio è largo e presenta una scatola cranica breve, arcate zigomatiche espanse, il palato che si estende oltre gli ultimi molari e i fori palatali lunghi ed ampi. I molari sono grandi, hanno la corona appiattita e l'aspetto prismatico. I primi due superiori hanno due rientranze sul lato esterno ed una su quello interno, mentre il terzo ha l'aspetto di un piccolo chiodo.
Sono caratterizzati dalla seguente formula dentaria:

### Aspetto
La pelliccia è soffice e densa, le parti dorsali variano dal grigiastro al bruno fulvo, i fianchi sono giallo-brunastri, mentre le parti ventrali sono bianche, spesso con dei riflessi giallo-brunastri sul petto. Il muso è appuntito, gli occhi sono grandi. Le orecchie sono grandi, rotonde e praticamente prive di peli. La pianta dei piedi è provvista di sei tubercoli. La coda è più corta della testa e del corpo, è scura sopra, più chiara sotto. Le femmine hanno un paio di mammelle pettorali e due inguinali. Il cariotipo è 2n=48 FN=66.

## Biologia

### Comportamento
È una specie terricola e notturna, attiva principalmente prima della mezzanotte. Costruisce semplici sistemi di tane in terreni ben drenati e talvolta sotto ammassi rocciosi con le aperture parzialmente nascoste dalla vegetazione. Talvolta utilizza tane di altri roditori, come Thomomys umbrinus.

### Alimentazione
Si nutre di gambi, piccoli germogli e foglie d'erba.

### Riproduzione
Si riproduce dai primi di giugno alla fine di settembre. Danno alla luce 2-5 piccoli alla volta due o tre volte l'anno dopo una gestazione di 25-35 giorni. Vengono svezzati dopo 20-30 giorni.

## Distribuzione e habitat
Questa specie è limitata alla catena vulcanica del Messico centrale, negli stati di Michoacán settentrionale, Mexico, Distrito Federal, Morelos, Tlaxcala, Puebla centrale e Veracruz occidentale.
Vive in radure e pinete tra 2.590 e 4.267 metri di altitudine.

## Tassonomia
Sono state riconosciute 2 sottospecie:
- N.a.alstoni: Michoacán settentrionale, Mexico, Distrito Federal, Morelos, Tlaxcala;
- N.a.perotensis (Merriam, 1898): Puebla centrale, Veracruz occidentale.

## Conservazione
La IUCN Red List, considerato il vasto areale e la popolazione presumibilmente numerosa, classifica N.alstoni come specie a rischio minimo (Least Concern).